# Verrières (Orne)
Verrières – miejscowość i gmina we Francji, w regionie Normandia, w departamencie Orne.
Według danych na rok 1990 gminę zamieszkiwało 351 osób, a gęstość zaludnienia wynosiła 20 osób/km² (wśród 1815 gmin Dolnej Normandii Verrières plasuje się na 548. miejscu pod względem liczby ludności, natomiast pod względem powierzchni na miejscu 158.).